# 미셸 부제나

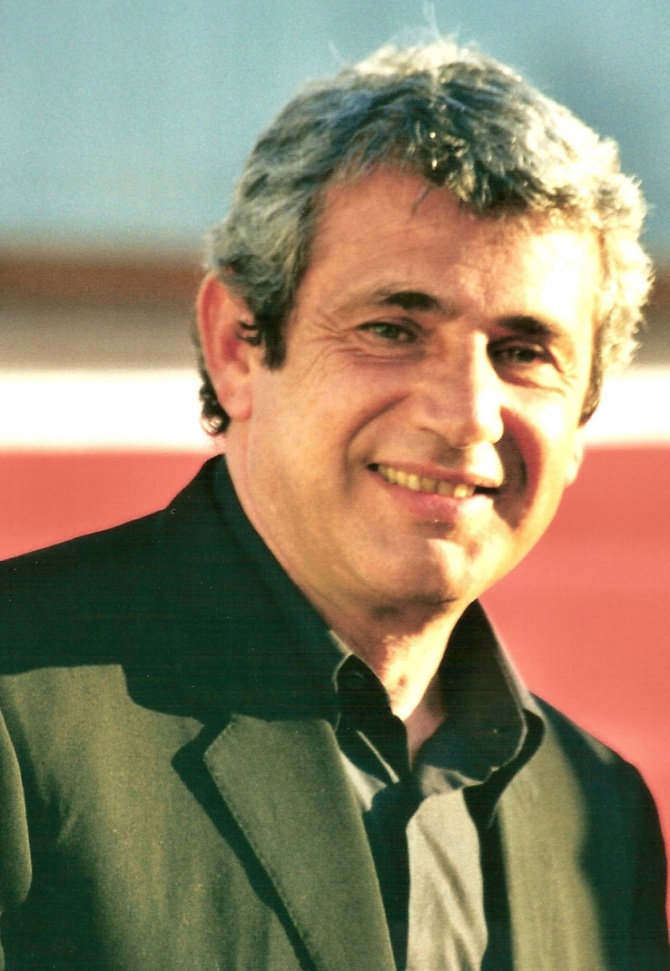

미셸 부주나(Michel Boujenah, 프랑스어 발음: [buʒna], 1952년 11월 3일 ~ )는 프랑스의 희극 배우, 각본가, 영화 감독, 연극 배우, 영화배우, 저자, 텔레비전 배우이다. 튀니지 튀니스에서 태어났다.

## 작품 목록

### 영화 출연
- 뼁뽈로의 여행 (1985, Le Voyage à Paimpol)
- 세 남자와 아기 바구니 (1985)
- 토탈 라이즈 (1991, La Totale!)
- 레 미제라블 (1995)
- 세 남자와 아기 바구니 - 18년 후 (2003, 18 Ans après)
- Le Dernier gang (2007)
- 신의 사무실 (2008, Les Bureaux de Dieu)
- Ultimatum (2009)
- Cendrillon au Far West (2012) - 목소리

### 영화 연출 및 각본
- 아버지와 아들 (2003, Père et fils)
- 세 친구들 (2007, Trois Amis)
- 하트스트링스 (2017)

### 텔레비전 각본
- 가정폭력을 말하라 (2007, Dix films pour en parler)